# Inverclyde
Inverclyde (en gaèlic escocès: Inbhir Chluaidh) és un dels 32 consells unitaris (en anglès: council area) en què està dividida administrativament Escòcia. Limita amb els consells unitaris de Renfrewshire, North Ayrshire i el Fiord de Clyde. La capital administrativa és Greenock. Altres poblacions importants són Gourock i Port Glasgow.

## Història
Inverclyde pertanyia a l'antic comtat de Renfrewshire fins al 1975. Des d'aquest any va pertànyer a la regió de Strathclyde com el districte d'Inverclyde fins que el 1996 va tornar a modificar-se l'organització administrativa d'Escòcia i es va formar el nou consell unitari d'Inverclyde amb el territori de l'antic districte.
Inverclyde és, després de Glasgow, el segon lloc del Regne Unit amb menor expectativa de vida amb una mitjana de 70,3 anys per als homes i 78.1 per a les dones, segons un estudi de la Societat de Psicoteràpia del Regne Unit realitzat el 2006.